# Cetoscarus ocellatus
Cetoscarus ocellatus е вид бодлоперка от семейство Scaridae. Видът не е застрашен от изчезване.

## Разпространение и местообитание
Разпространен е в Австралия, Американска Самоа, Бруней, Вануату, Гуам, Източен Тимор, Индонезия, Кения, Кирибати (Феникс), Мадагаскар, Малайзия, Маршалови острови, Микронезия, Мозамбик, Науру, Ниуе, Нова Каледония, Острови Кук, Палау, Папуа Нова Гвинея, Провинции в КНР, Реюнион, Самоа, Северни Мариански острови, Сингапур, Соломонови острови, Сомалия, Острови Спратли, Тайван, Танзания, Токелау, Тонга, Тувалу, Уолис и Футуна, Фиджи, Филипини, Френска Полинезия, Френски южни и антарктически територии (Нормандски острови), Южна Африка и Япония.
Обитава океани, морета и рифове. Среща се на дълбочина от 1 до 24 m, при температура на водата от 25,7 до 29 °C и соленост 34,4 – 35,3 ‰.

## Описание
На дължина достигат до 80 cm.